# Хотовље (Коњиц)
Хотовље је насељено мјесто у општини Коњиц, Босна и Херцеговина.

## Становништво
|         | 2013.      | 1991.        | 1981.        | 1971.        |
| Укупно  | 2 (100,0%) | 20 (100,0%)  | 53 (100,0%)  | 66 (100,0%)  |
| Бошњаци | 2 (100,0%) | 20 (100,0%)1 | 53 (100,0%)1 | 65 (98,48%)1 |
| Остали  | –          | –            | –            | 1 (1,515%)   |

1. 1 На пописима од 1971. до 1991. Бошњаци су пописивани углавном као Муслимани.